# Nicolej Krickau
Nicolej Møldrup Krickau (født 13. november 1986 i Horsens) er en dansk håndboldtræner, der senest trænede SG Flensburg-Handewitt i Handball-Bundesliga.

## Håndboldkarriere
Krickau startede sin håndboldkarriere i Brabrand IF, Aarhus. Som playmaker, nåede han at spille spillede seks landskampe for ungdomslandsholdet. Fra 2004 spillede han for Skanderborg Håndbold. Efter kun to år i den danske 2. division og én sæson i Herrehåndboldligaen, afsluttede han sin spillerkarriere på grund af en skade.
Efterfølgende blev Krickau træner i ungdomsafdelingen i klubben og senere også assistenttræner for førsteholdet. I 2013 tog han som 26-årig over som cheftræner. Det resulterede i flere middelmådige præstationer i ligaen, som nummer 9., 13., 12. og 9. I sommeren 2017 skiftede han til topklubben GOG på en tre-årig aftale. I ligaen vandt han DM-bronze med klubben i 2017/18. I sæsonen 2021/22 førte Krickau klubben til deres første mesterskab siden 2007.
Internationalt nåede han gruppespillet med holdet i EHF Cuppen i 2018/19 og EHF Champions League i 2018/19 og to kvartfinaler i EHF European League i 2020/21 og 2021/22.
I 2023 tog han til tyske SG Flensburg-Handewitt på en 3-årig aftale. Her vandt han EHF European League i sin første sæson. I december 2024 blev han fyret af Flensburg-Handewitt, efter at holdet havde tabt 4 ud af de første 14 kampe og lå på 6. pladsen.